# We Have Arrived (chanson de Mescalinum United)
Pour les articles homonymes, voir We Have Arrived (homonymie).
We Have Arrived est une chanson sortie en 1989, composée par le compositeur et DJ allemand Mescalinum United alias Marc Acardipane. Il est considéré comme le premier morceau de techno hardcore,.

## Histoire
Marc Acardipane compose We Have Arrived en 1989. Il est commercialisé en 1990, en face A d'un maxi 45 tours et accompagné en face B par la piste qui donne son nom au disque, Reflections of 2017. La commercialisation se fait par le label PCP, label codétenu par Marc Acardipane et Thorsten Lambart, au code catalogue PCP006. L'accueil du morceau est très bon au travers du monde. Lenny Dee en fait en 1991 le premier morceau sorti par son label Industrial Strength Records, cette fois-ci sous l'intitulé Planet Core Productions Special AA Side.
En 1992, c'est au tour du label électro belge R&S Records de ressortir le morceau, au travers de deux remix, l'un par The Mover — Acardipane lui-même — et l'autre par Aphex Twin. Par la suite, divers extended plays regroupant des remixes sortent en 2002 — remixes de Miro, Promo — et en 2003 — remixes de Aphex Twin à nouveau, The Horrorist, Manu le Malin, Lory D — ou encore en 2013 avec Kraemer & Niereich.
En juillet 2022, We Have Arrived est classé 198e dans la liste des « 200 meilleurs morceaux dance de tous les temps » du magazine Rolling Stone.

## Structure
Marc Acardipane rassemble dans ce morceau des influences provenant à la fois des apports tardifs de la scène industrielle (new beat-/EBM) de la fin des années 1980 d'une part et de la techno de Détroit d'autre part.
We Have Arrived offre à l'auditeur deux types de nouveautés dans la sphère des musiques électroniques de l'époque. D'une part, il augmente quelque peu le rythme que pouvait offrir, par exemple, la musique d'un Joey Beltram. D'autre part, il s'agit de remplacer les sons haut perchés de l'acid house par des sons métalliques et durs. Cette mutation provient d'une véritable innovation stylistique : il s'agit du premier morceau composé en utilisant comme ligne rythmique les basses distordues.

## Popularité
Si Marc Acardipane, par sa créativité, a assuré la popularité de son morceau, une bonne partie de l'autorité du morceau est due d'une part à sa longévité — on le remixe toujours en 2013 — mais aussi à la personne d'Aphex Twin, qui intégra ses remixes à plusieurs de ses sorties, qu'il s'agisse de l'album Classics de 1994 ou de 26 Mixes for Cash, sorti en 2003. Aphex Twin l'a également popularisé en l'intégrant à la première de ses Peel Sessions dès 1992.
Le morceau a souvent été remixé ou samplé. Parmi les grands noms de la musique électronique, on citera We Have Arrived 2002 (Miro Remix) de Miro paru en 2002. Il est souvent mixé par les DJ gabber néerlandais. Il apparaît par exemple en 1998 sur la compilation gabber Thunderdome - Chapter XXI dans un remix de Darrien Kelly.